# 熱帶低氣壓WP132018
熱帶低氣壓WP132018（菲律賓大氣地球物理和天文服務管理局：Josie）是2018年太平洋颱風季第13個獲聯合颱風警報中心升為熱帶低氣壓，以及第10個獲菲律賓大氣地球物理和天文服務管理局給予當地名稱的熱帶氣旋。先前熱帶氣旋山神掠過期間引進活躍西南季候風，間接促成此熱帶低氣壓的生成，在21日到22日通過巴林坦海峽時，令菲律賓呂宋自山神吹襲起所受的持續暴雨加劇，造成大範圍水災及山泥傾瀉，有兩名孩童罹難。

## 氣象歷史
2018年7月中下旬，熱帶氣旋山神掠過南海並引入活躍西南季候風，使南海和菲律賓呂宋天氣惡劣。自此季风槽持續活躍於南海及菲律賓東面的西北太平洋，一個低壓區在香港東南偏南面海域形成，美國海軍研究實驗室在20日下午2時給予熱帶擾動編號98W，日本氣象廳隨即把它升為熱帶低氣壓，同時聯合颱風警報中心對它在1日內增強為熱帶氣旋的機會評為「低」。雖然該系統組織鬆散，不過垂直風切變較低和南海水溫偏高的良好環境持續支持它發展，臺灣中央氣象局在晚上11時把該系統升為熱帶性低氣壓，個半小時後聯合颱風警報中心亦發出熱帶氣旋形成警報。
季風槽驅使該系統在7月21日向東移動，橫過南海北部，並吸收該處能量而繼續發展，中心附近有對流爆發。聯合颱風警報中心和中國國家氣象中心接連在凌晨5時和上午10時半把該系統升為熱帶低氣壓，當中前者給予熱帶氣旋編號「13W」；香港天文台在上午9時45分表示該系統正在增強，「一個熱帶氣旋似乎在形成中」，2小時後到上午11時45分亦升為熱帶低氣壓，而日本氣象廳緊隨其後，於中午12時正發佈烈風警報。黃昏時份該熱帶低氣壓短暫受赤道反氣旋牽引，至翌晨（22日）轉受副熱帶高壓脊引導，逐漸轉向東北偏北，橫過呂宋海峽並近距離掠過呂宋西北面。受到呂宋地形影響，同時高空輻散轉差，導致該熱帶低氣壓轉趨減弱，其低層環流中心變得難以辨認。晚間該熱帶低氣壓的移動方向轉為偏北，移入西北太平洋並有跡象重新組織，但很快便受垂直風切變影響導致重新組織失敗，系統低層環流中心外露，對流被切離至東南。
該熱帶低氣壓在23日以西北偏北路徑移入東海，日本氣象廳終在上午9時正撤銷烈風警告，中國國家氣象中心於上午11時正宣佈停編，聯合颱風警報中心亦同步發出最後警告。香港天文台和臺灣中央氣象局亦接連在上午11時45分和下午5時把該熱帶低氣壓降為低壓區。日本氣象廳在24日凌晨2時表示它減弱消散。

### 事後調整
聯合颱風警報中心在2019年10月初發布的最佳路徑中，把13W的巔峰強度上調至35節(每小時65公里)。

## 影響

### 菲律賓
當地發出之最高熱帶氣旋警告：一號風暴信號
由於熱帶氣旋山神吹襲時引入活躍西南季候風，因此在低壓區時期、甚至形成前呂宋西部已經持續受大雨影響，邦阿西楠省有13個城鎮受災，許多地區被迫停課，造成基礎設施和農作物的損壞。隨着此系統增強為熱帶低氣壓，菲律賓大氣地球物理和天文服務管理局在7月21日上午11時正發出一號風暴信號，並給予當地名稱「喬西」（Josie），當時喬西位於錫奈特西北西方195公里。喬西引進西南季風，在多處發生山體滑動，全國有很多地方嚴重水浸，甚至有些地方淹水深度達一個成年人的身高，在巴丹的埃爾莫薩有6個村莊水浸，高速公路無法通行，而馬利金納河水位達到17.3公尺，約有5000人撤離，其中安蒂克省有兩名年紀分別為3歲和6歲的孩童因山體滑動而罹難，另外有一對兄弟也在山體滑動中罹難，喬西在菲律賓合共造成7死5失蹤，菲律賓大氣地球物理和天文服務管理局在22日下午5時解除所有風暴信號，當時喬西移到巴士古之東北330公里

### 臺灣
當地發出之天氣警特報：熱帶性低氣壓特報
此系統在20日增強為熱帶性低氣壓，臺灣中央氣象局在21日上午表示該系統將轉向東北，並循巴士海峽往臺灣東部外海通過，預計在22日開始影響臺灣。中央氣象局在22日上午10時半，當該熱帶性低氣壓移到鵝鑾鼻之東南東方240公里處時，發出熱帶性低氣壓特報。中央氣象局表示，若該熱帶性低氣壓增強為輕度颱風，將發佈海上颱風警報。該熱帶性低氣壓在晚上8時最接近臺灣，在花蓮之東南210公里外掠過。隨着系統減弱為低壓區，中央氣象局在23日下午5時，當該系統位於臺北之北北東面410公里時，解除熱帶性低氣壓特報。

### 日本
當地發布之最高風力警報：强风注意警报
在熱帶氣旋安比吹襲過後，此熱帶低氣壓在22日早上再次影響八重山群島。該熱帶低氣壓在23日凌晨最接近八重山群島，在石垣島之西北偏西60公里外掠過。宮古島上刮起每秒19米的陣風，多個地區錄得70毫米雨量。

## 熱帶氣旋警告使用紀錄

### 菲律賓
| 菲律賓大氣地球物理和天文服務管理局 風暴信號 | 菲律賓大氣地球物理和天文服務管理局 風暴信號 | 菲律賓大氣地球物理和天文服務管理局 風暴信號 |
| ------------------------------------------- | ------------------------------------------- | ------------------------------------------- |
| 上一熱帶氣旋                                | 一號風暴信號                                | 下一熱帶氣旋                                |
| 熱帶風暴山神                                | 一號風暴信號                                | 熱帶風暴百里嘉                              |

### 臺灣
| 交通部中央氣象局 天氣特報 | 交通部中央氣象局 天氣特報 | 交通部中央氣象局 天氣特報 |
| ------------------------- | ------------------------- | ------------------------- |
| 上一熱帶氣旋              | 熱帶性低氣壓特報          | 下一熱帶氣旋              |
| 熱帶性低氣壓              | 熱帶性低氣壓特報          | 熱帶性低氣壓WP242018      |

## 外部連結
- （日語）日本氣象廳首頁 （页面存档备份，存于）
- （英文）美國聯合颱風警報中心首頁 （页面存档备份，存于）
- （简体中文）中央氣象台首頁
- （繁體中文）中央氣象局首頁 （页面存档备份，存于）
- （繁體中文）香港天文台首頁 （页面存档备份，存于）
- （繁體中文）澳門地球物理暨氣象局首頁 （页面存档备份，存于）
- （英文）菲律賓大氣地球物理和天文管理局首頁 （页面存档备份，存于）